# 缪学刚
缪学刚（1962年3月—），男，汉族，河南固始人，中华人民共和国政治人物。中央财政金融学院财政专业本科毕业。第十一届、十二届全国人民代表大会安徽地区代表。

## 生平
1983年7月，从中央财政金融学院（现中央财经大学）财政专业毕业后，进入安徽省财政厅，官至安徽省财政厅办公室副主任。1991年加入中国共产党。1994年7月，任安徽省地税局办公室主任兼法规处处长。1996年11月，任中共繁昌县委副书记、县长。1998年2月，任中共繁昌县委书记。2002年9月，任安徽省经贸委副主任、党组成员。2004年2月，任中共滁州市委副书记、市政府副市长、代市长（2005年1月当选市长）。2009年6月，任安徽省环境保护厅党组书记、厅长。2016年11月，任中共安徽省委统战部副部长、安徽省工商联党组书记、省委非公有制经济和社会组织工作委员会副书记（兼）。2017年8月，兼任省工商业联合会第一副主席、省总商会副会长。